# Sora (Italia)
Sora (IPA: [ˈsɔra], Sòra in dialetto sorano) è un comune italiano di 24 688 abitanti della provincia di Frosinone nel Lazio, situato nella Valle del Liri.

## Geografia fisica

### Territorio e urbanizzazione
Situata a circa 300 m s.l.m. a ridosso dell'Appennino Centrale al confine tra Lazio e Abruzzo, alla confluenza della Valle Roveto con la Val Comino al cominciare della Valle del Liri. Il Fiume Liri segna per un breve tratto il confine con il limitrofo comune di Isola del Liri.

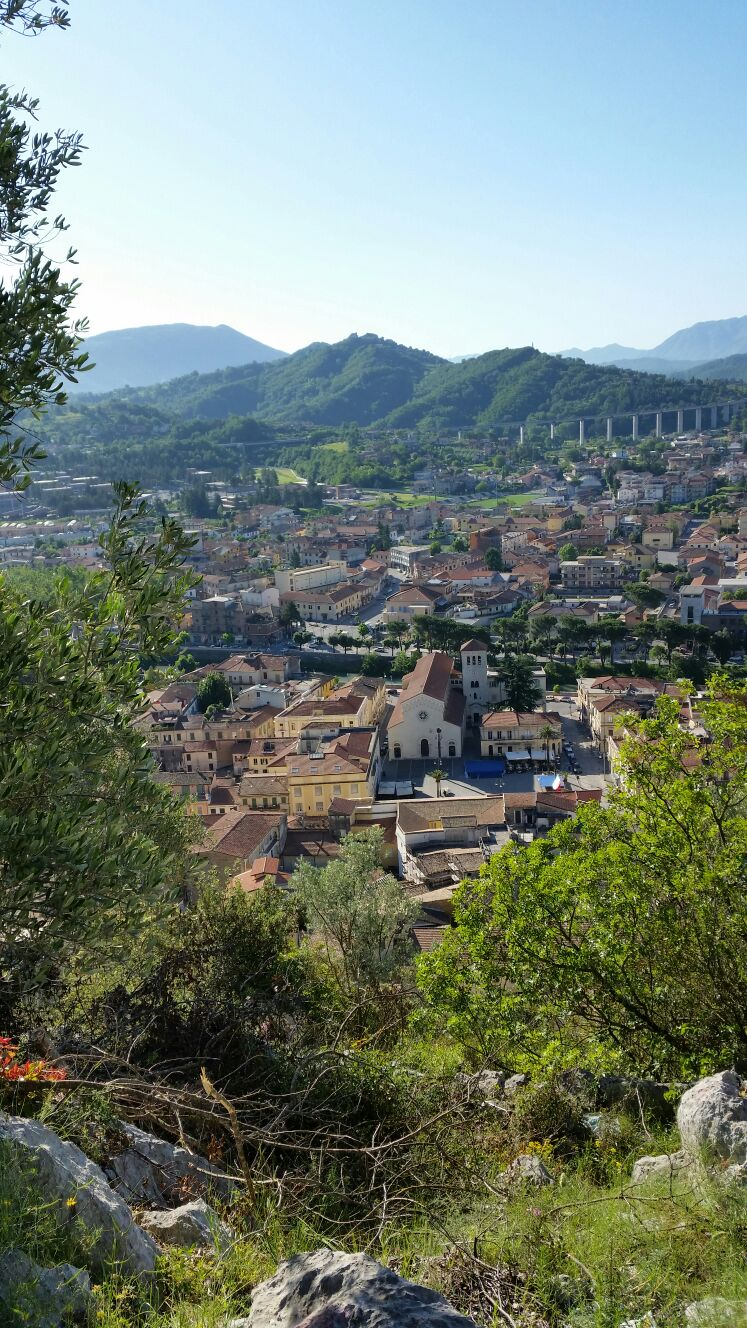
Panorama di Sora dall'altura della Madonna delle Grazie

Il centro abitato anticamente era compreso fra il Monte San Casto (m. 546) e le rive del Liri. Negli anni recenti è molto più esteso, occupando quasi tutta la piana del Liri allo sbocco della Valle Roveto. Ciò è stato possibile soprattutto dopo gli anni 1950, con la ripresa economica e l'aumento demografico. Agli inizi del secolo scorso, specialmente prima del devastante terremoto della Marsica del 1915, l'urbanizzazione di Sora si concentrava in special modo sulle sponde del Liri; dopo la metà del 1900 invece la città comincia a crescere e nuove costruzioni sorgono lungo le arterie principali (via Napoli, viale San Domenico, via Marsicana, viale XX Settembre, via Roma ecc.), che collegano la città al circondario.
Questo sviluppo consistente e non ordinato della città è stato in rottura con il più ordinato piano regolatore imposto negli anni 1920 e 1930, dopo il terremoto della Marsica, che vedeva la città organizzata a scacchiera; si sono sacrificati molti terreni destinati all'agricoltura e al pascolo per costruire moderni quartieri periferici.

### Clima
Classificazione climatica: zona E, 2150 GR/G
Poiché circondata da monti che fanno da barriera alle correnti fredde provenienti da nord e calde che invece giungono da sud, il suo clima rimane mite per buona parte dell'anno con temperature che però in inverno scendono spesso sotto lo zero. 

## Origini del nome
Il toponimo Sora ha un'origine molto antica ed incerta, sembra derivare da Sorae, oppure da Soranus che in latino significa di Sora, ma il nome, potrebbe avere anche radici indoeuropee e derivare da Sor ossia roccia ed acqua riferendosi a monte San Casto ed al fiume Liri.
Comunque il nome è restato immutato nei tempi.
Con certezza si sa, infatti, che già Tito Livio cita la conquista di Sora da parte dei Romani tra il 326 ed il 312 a.C. nella Battaglia di Lautulae; Decimo Giunio Giovenale parla di come Sora riusciva ad esaudire i desideri e vizi degli uomini; Ludovico Ariosto nell'Orlando Furioso fa riferimento al duca di Sora nel Canto XXXVI.

## Storia
(Silio Italico, Punica, 395-396; motto nel cartiglio dello stemma comunale.)
Antica città volsca, poi occupata dai Sanniti, divenne colonia latina e municipio romano, poi possesso bizantino, longobardo, normanno e angioino.
I primi insediamenti risalgono al Paleolitico medio.
Uno di una certa consistenza è stato localizzato sul monte San Casto e Cassio dove sono stati rinvenuti anche tratti di mura poligonali risalenti al periodo volsco (VI-IV secolo a.C.).
Poiché le prime notizie storiche risalgono all'epoca in cui la città era abitata dai Volsci, si ritiene che essa sia stata da questi fondata.
Nel 345 a.C. fu conquistata da Roma, che nel 303 a.C. vi inviò 4.000 uomini, a fondazione della colonia romana. Da allora ne condivise la storia fino alla caduta dell'Impero.
Sora ha subito molte occupazioni nel corso dei secoli, da parte dei Longobardi, dei Bizantini, dei Saraceni (breve incursione) e degli Ungari (saccheggio senza occupazione). Nel corso del XII secolo fu teatro della guerra tra i Normanni e il Papa. In seguito alla vittoria dei Normanni entrò a far parte del Regno di Sicilia che poi passò alla dinastia Sveva e successivamente agli Angioini. In questo periodo il re Carlo I d'Angiò trasferì la capitale del regno da Palermo a Napoli.

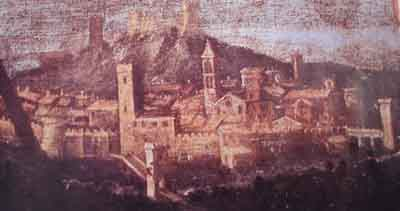
Sora nel 1604 in un dipinto di Francesco Vanni.

Sora fu quindi sede di una contea (la Contea di Sora) ed in seguito, dal 1443, del Ducato di Sora; infine, nel 1796, re Ferdinando IV di Napoli (che poi assunse nel 1816, dopo il Congresso di Vienna, il titolo di Ferdinando I delle Due Sicilie) soppresse il Ducato di Sora, provvedendo al versamento del relativo prezzo di acquisto al duca Antonio II Boncompagni.
Sora fu quindi inclusa nell'antica provincia di Terra di Lavoro del Regno delle Due Sicilie nell'ambito del quale fu capoluogo di Distretto e sede di Sottointendenza.
Con il Risorgimento Sora divenne parte dal 1861 del neonato Regno d'Italia, divenendo capoluogo di circondario, sempre nell'ambito territoriale della Terra di Lavoro.
Fu quasi del tutto ricostruita dopo il rovinoso terremoto del 1915.
Nel 1927, nell'ambito di un'ampia revisione amministrativa operata dal regime fascista, che portò alla soppressione dei circondari e all'istituzione di nuove province, Sora fu staccata dalla provincia di Terra di Lavoro e fu assegnata alla neocostituita Provincia di Frosinone, di cui ospita alcune sedi decentrate.
Nel ventunesimo secolo rappresenta un importante centro industriale e commerciale (con cartiere, mobilifici, industrie tessili, svariate attività commerciali, agricole ed artigianali), ed è sede della Fiera di Sora che ospita ogni anno migliaia di visitatori.

## Monumenti e luoghi d'interesse

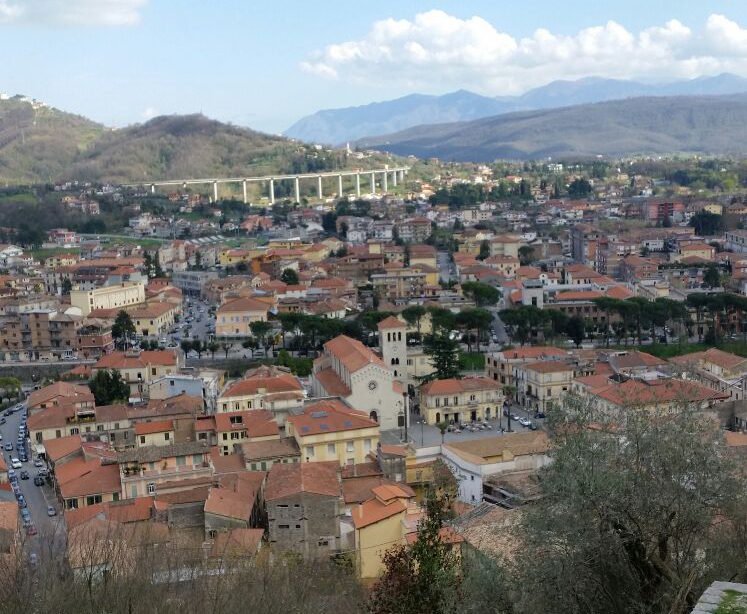
Centro di Sora dalla Madonna delle Grazie

Nella parte antica della città si trovano le chiese di:
- Santo Spirito;
- Santa Restituta;
- San Bartolomeo apostolo;
- San Francesco;
- San Giovanni;
- San Silvestro;
- San Rocco;
- Sant'Antonio Abate;
- Cattedrale di Santa Maria Assunta.

Edifici storici:
- Palazzo municipale su Corso Volsci, già Collegio dei Gesuiti, edificato con i blocchi provenienti dal tempio di Serapide, presenta al suo interno, al piano terra, archi in stile gotico-cistercense;[12]
- Palazzo trecentesco dell’ex Convento dei Minori Conventuali, ristrutturato ed ampliato nel Settecento, attuale sede del museo archeologico e della sezione distaccata del Tribunale di Cassino, situato fra le attuali Piazza Mayer Ross, Piazza Umberto I e via Friuli;
- Palazzo Annoni, databile al XV secolo con rimaneggiamenti nei secoli successivi, in Vicolo Ospedale.
- Palazzo Branca, databile al XVIII secolo, in Via Cittadella;
- Palazzo Vescovile con adiacente seicentesca Loggia delle Benedizioni posta alla sommità di Via XI Febbraio;
- Palazzo Tuzj, databile al XVII secolo, in via A. Carnevale;
- Palazzo Tuzj, databile al XVIII secolo, in vicolo Mancinelli;
- Palazzo Tronconi, Piazza G. Garibaldi.

Lungo corso Volsci, troviamo ad una estremità Piazza Indipendenza su cui si affaccia la cattedrale di Santa Maria Assunta con il suo campanile e il "Torrione" aragonese, poi Piazza Santa Restituta con l'omonima chiesa e più avanti piazza Palestro dove è collocata la statua del cardinale Cesare Baronio, infine, all'estremo opposto, Piazza Esedra delimitata da due palazzi che si aprono a semicerchio verso il prospiciente ponte di Napoli, come ad abbracciare ed accogliere il visitatore.

### Centro storico

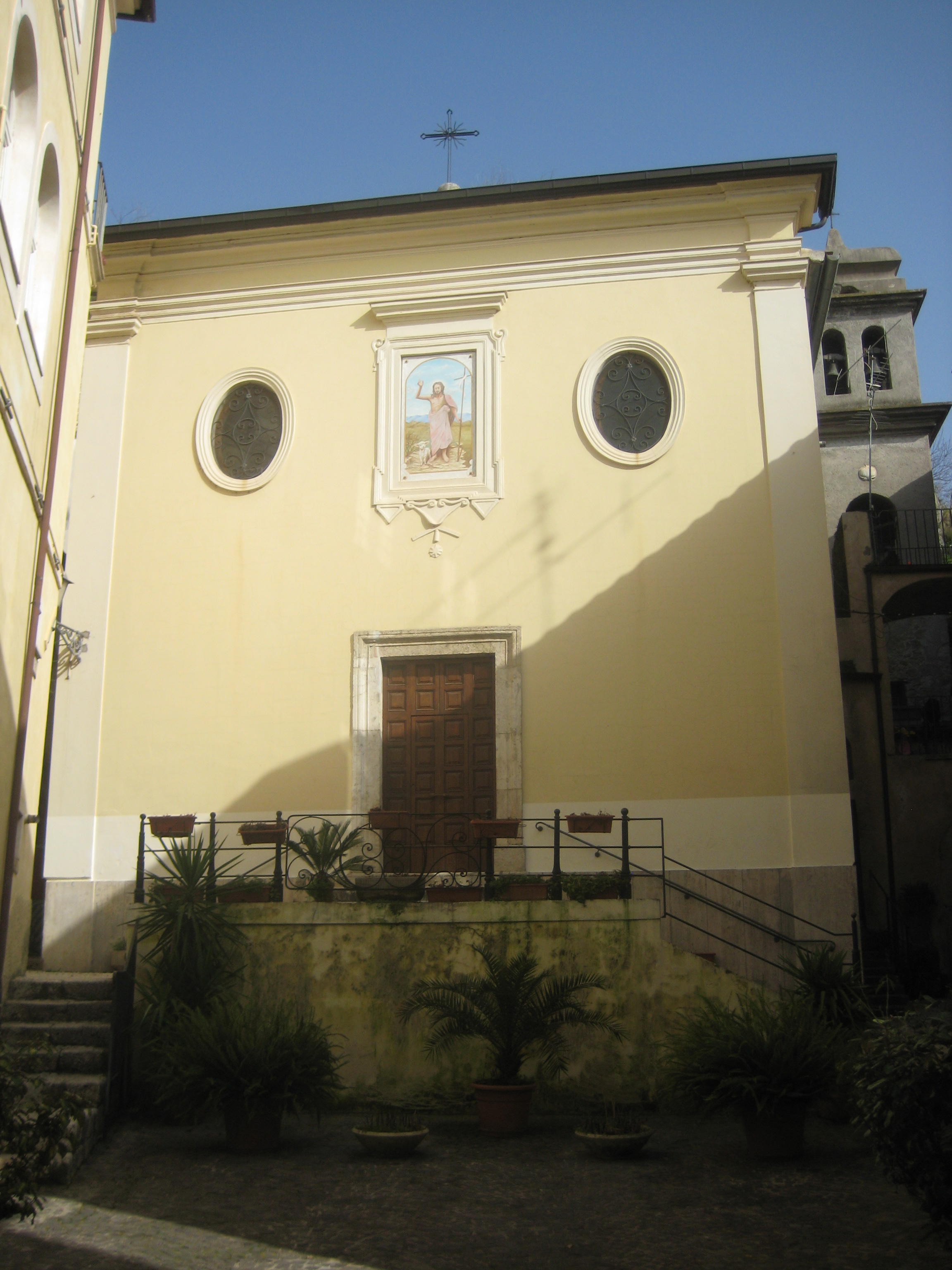
Chiesa e piazzetta di San Giovanni

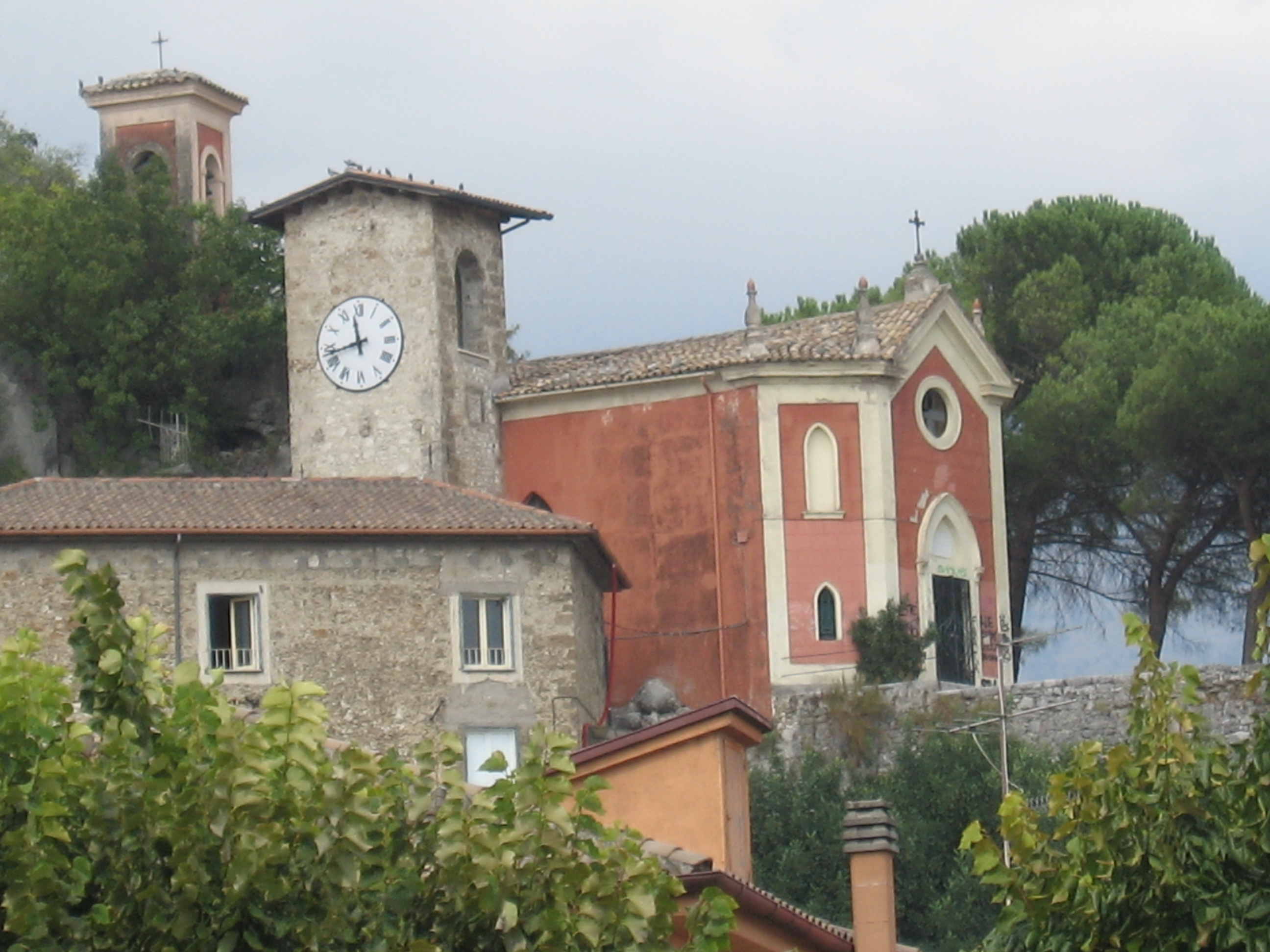
Chiesa di Sant'Antonio Abate

Degna d'interesse è anche la parte del centro storico (Cancéglie) sopravvissuta al terremoto e ai rifacimenti urbanistici del fascismo, in cui sopravvivono i vicoli e le antiche botteghe di mercanti ed artigiani, nonché le chiese di San Giovanni e di San Silvestro Papa recentemente ristrutturata.

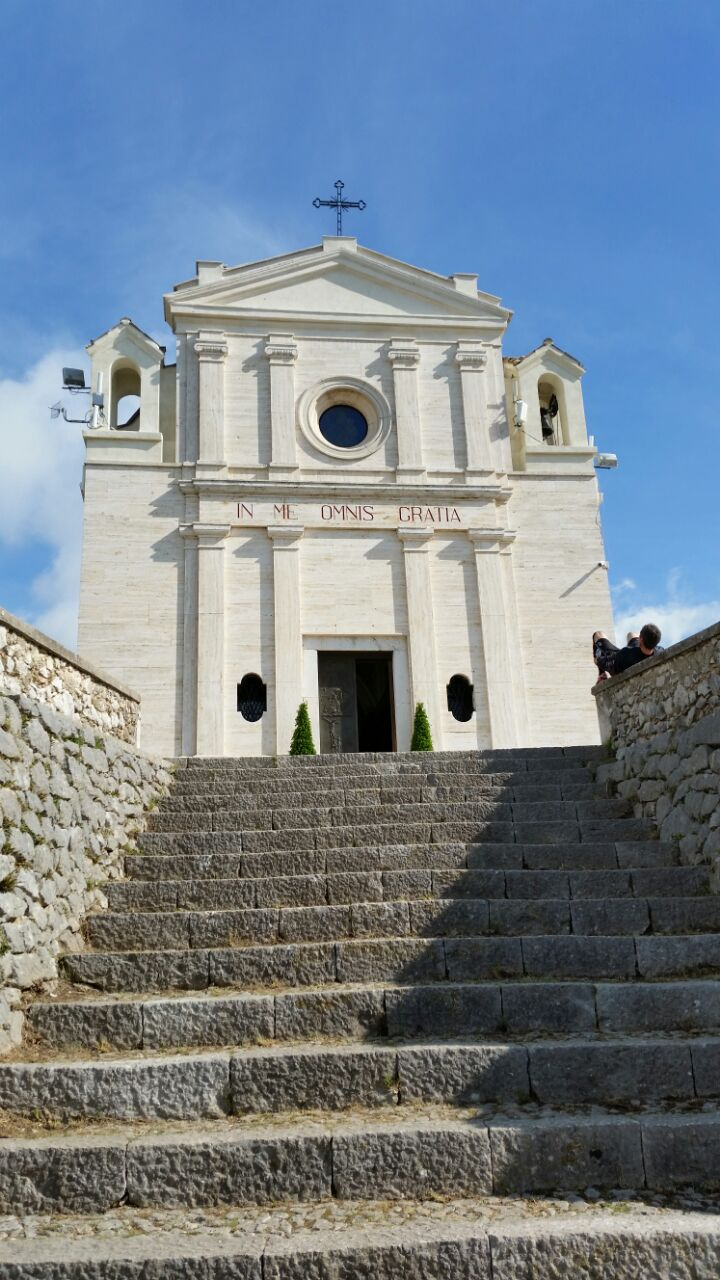
Chiesa della Madonna delle Grazie

Sulla roccaforte detta di "San Casto" o più comunemente "Rocca Sorella", raggiungibile esclusivamente a piedi tramite sentieri o scalinata si trovano lungo il percorso prima le chiese di "Sant'Antonio Abate" e della "Madonna delle Grazie" e poi il "Castello" di epoca romano-medievale.
Al di fuori dal centro storico tra gli altri edifici di culto religioso va ricordata anche la basilica di San Domenico, costruita sui resti della presunta villa natale di Cicerone e la piccola chiesa dedicata a San Giuliano martire il cui sotterraneo custodisce la cella della prigionia e del martirio del santo, aperta ai visitatori.

### Architetture religiose

#### Cattedrale di Santa Maria Assunta

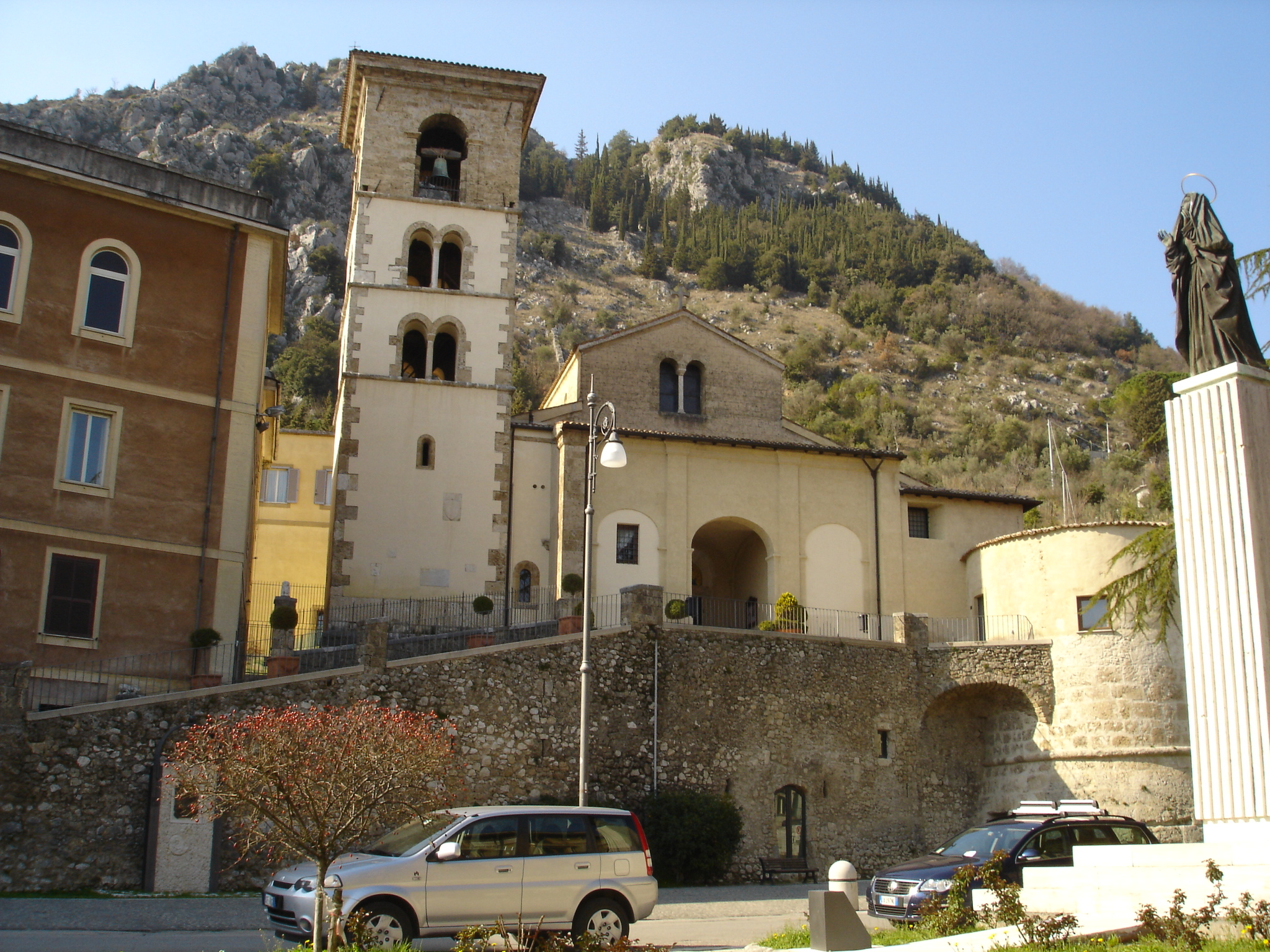
Duomo di Sora

Nella piazza del Risorgimento, dove in epoca romana si trovava il Forum Aureum, su una base di mura ciclopiche dai massi poligonali, antichi resti italici di un santuario dedicato a un dio eponimo della città, Soranus, probabilmente di origine etrusca (cfr. Monte Soratte, Soriano nel Cimino, Sorano) si eleva la Cattedrale di Sora, «resa veneranda dai fastigi sacri dei Papi e dei porporati, dal dolore dell'avverso destino, dall'ala dei secoli» (Achille Lauri).
La Cattedrale, dedicata a Maria Assunta è a tre navate, a croce latina, di stile semigotico primitivo.
Provata ma meno delle altre chiese cittadine dal tremendo terremoto del 13 gennaio 1915, nulla poté dinanzi all'incendio che la distrusse completamente esattamente un anno dopo, la notte tra il 12 e 13 gennaio 1916; rimasero in piedi solo le mura massicce, di pietra squadrata.

#### Chiesa di Santa Restituta

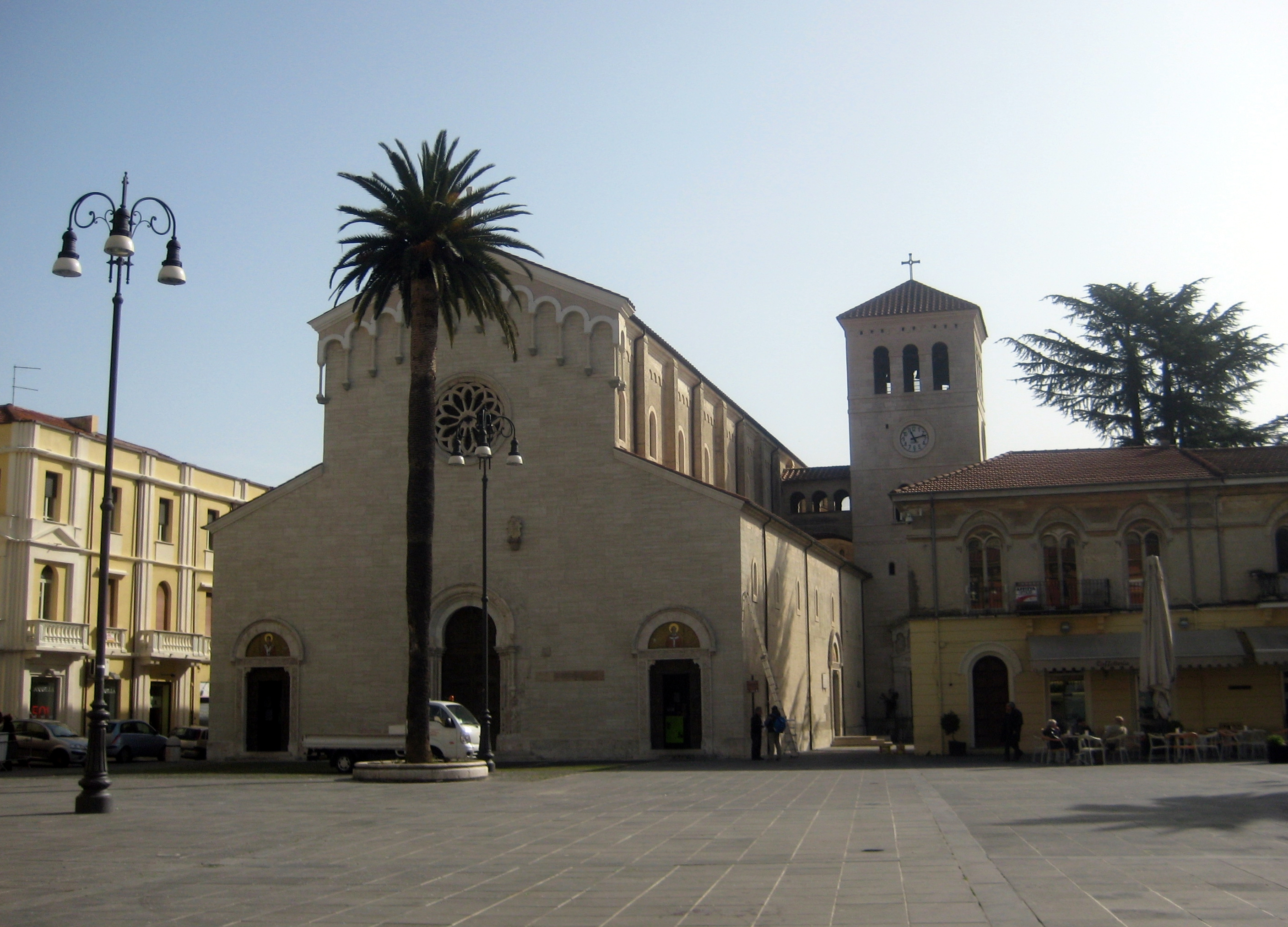
Chiesa e piazza Santa Restituta

La chiesa si trova nella omonima piazza lungo Corso dei Volsci ed è dedicata alla santa protettrice della città.
Venne completamente ricostruita, in forme diverse dall'originale, dopo il terremoto del 1915.
Della chiesa distrutta mantiene il portale centrale.
Sul lato destro della chiesa si trova il campanile con l'orologio che da sempre regola con i suoi rintocchi le attività dei sorani.

#### Basilica di San Domenico

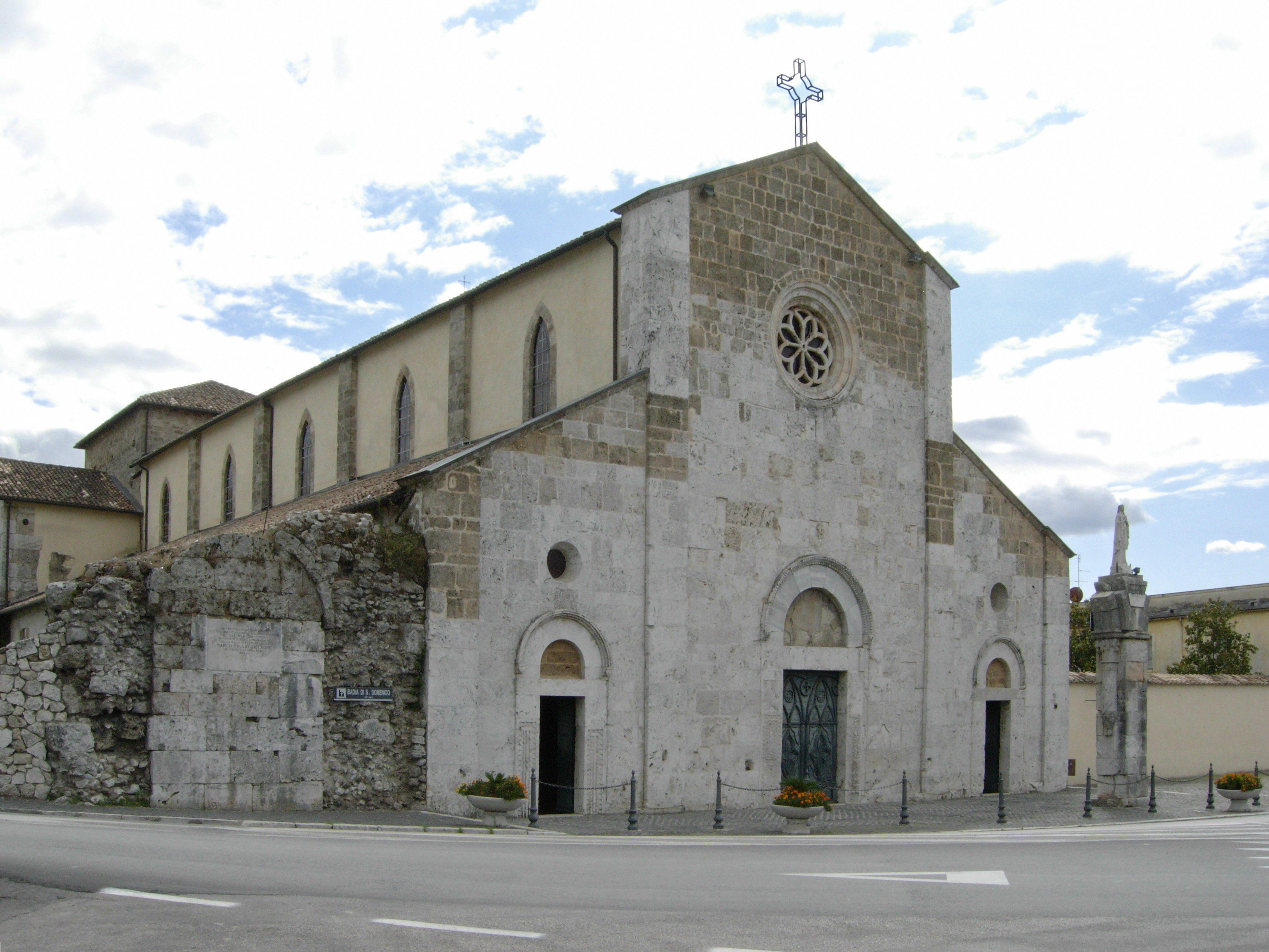
Abbazia di San Domenico

Al titolo di "Beata Maria Vergine", nella riconsacrazione del 1104 da parte di papa Pasquale II, fu aggiunto quello di San Domenico.
L'abbazia ebbe un rapido sviluppo e una ricca vita spirituale e liturgica, come attestano anche alcune rare testimonianze manoscritte, quali il codice Reginense lat. 334 della Biblioteca Vaticana, di cui è stato pubblicato il prezioso libellus precum.
Dopo due secoli di vita monastica, con l'intervento di papa Onorio III e di Federico II, nel 1222, fu unita giuridicamente all'abbazia di Casamari, di cui resta ancora la prima figlia.
Dopo un lungo periodo di alterne fortune, nel 1833 l'abate commendatario di Casamari, Sergio Micara, vi insediò una vera comunità ristabilendo così la vita monastica.
La chiesa dell'abbazia è basilica minore dal 2011.

#### Chiesa di San Bartolomeo

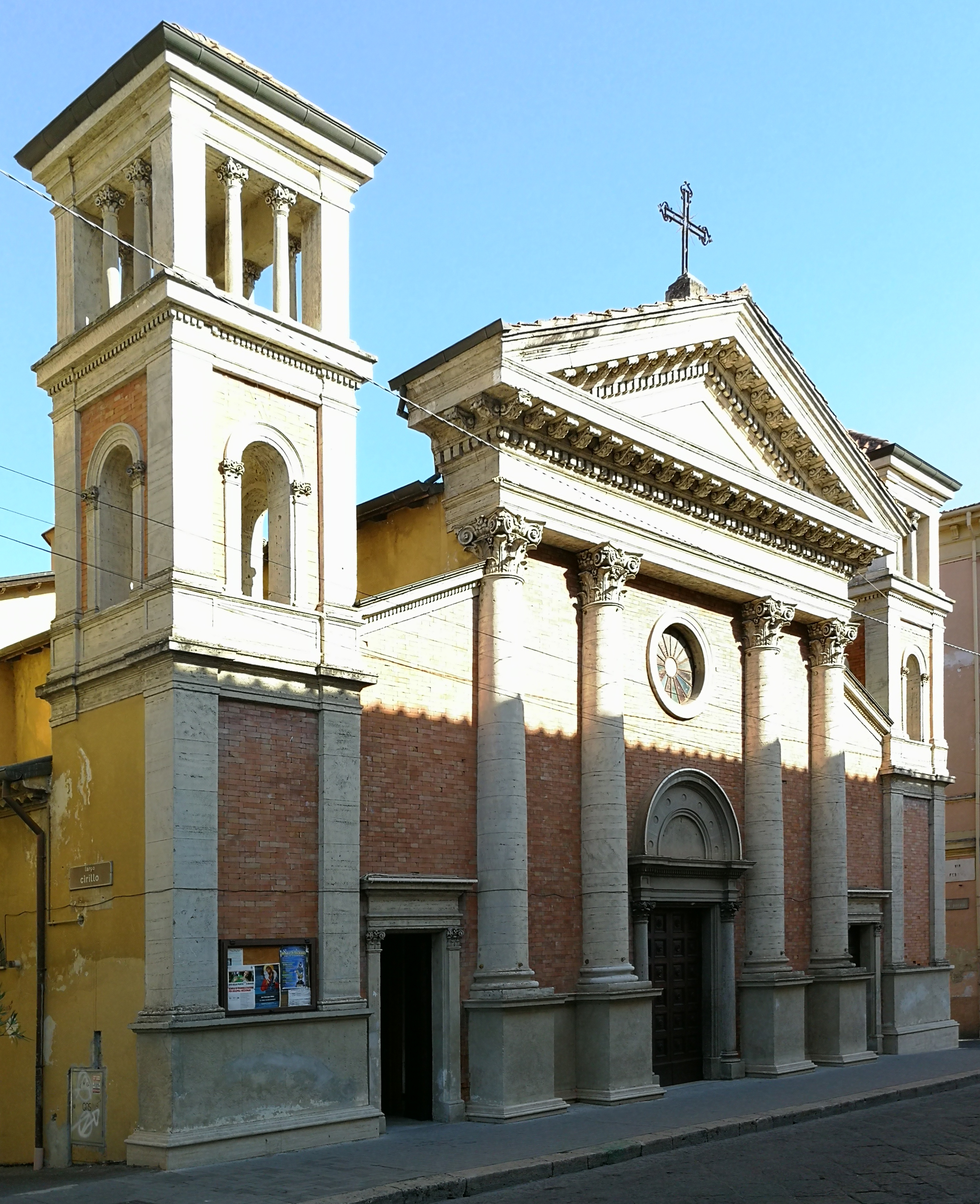
Chiesa di San Bartolomeo Apostolo

La chiesa, tra le più antiche della città, si trova su Corso Volsci in prossimità del ponte di Napoli. Le strutture murarie presentano elementi architettonici di epoca romanica benché le sue origini siano ancor più remote. 
A seguito del terremoto del 1915 e dei successivi interventi di riqualificazione urbanistica che interessarono il centro della città nel ventennio fascista, fu accorciata e privata del suo originale fronte di gusto barocco per essere ricostruito secondo gli schemi neoclassici. Il livello pavimentale della chiesa si trova attualmente ad una quota inferiore rispetto al piano stradale che venne rialzato con i riporti delle macerie provocati dal sisma.
Al suo interno è presente un pregevole Crocifisso ligneo di scuola michelangiolesca, attribuito allo scultore Tiberio Calcagni.

#### Chiesa di Santa Maria degli Angeli dei pp. Passionisti

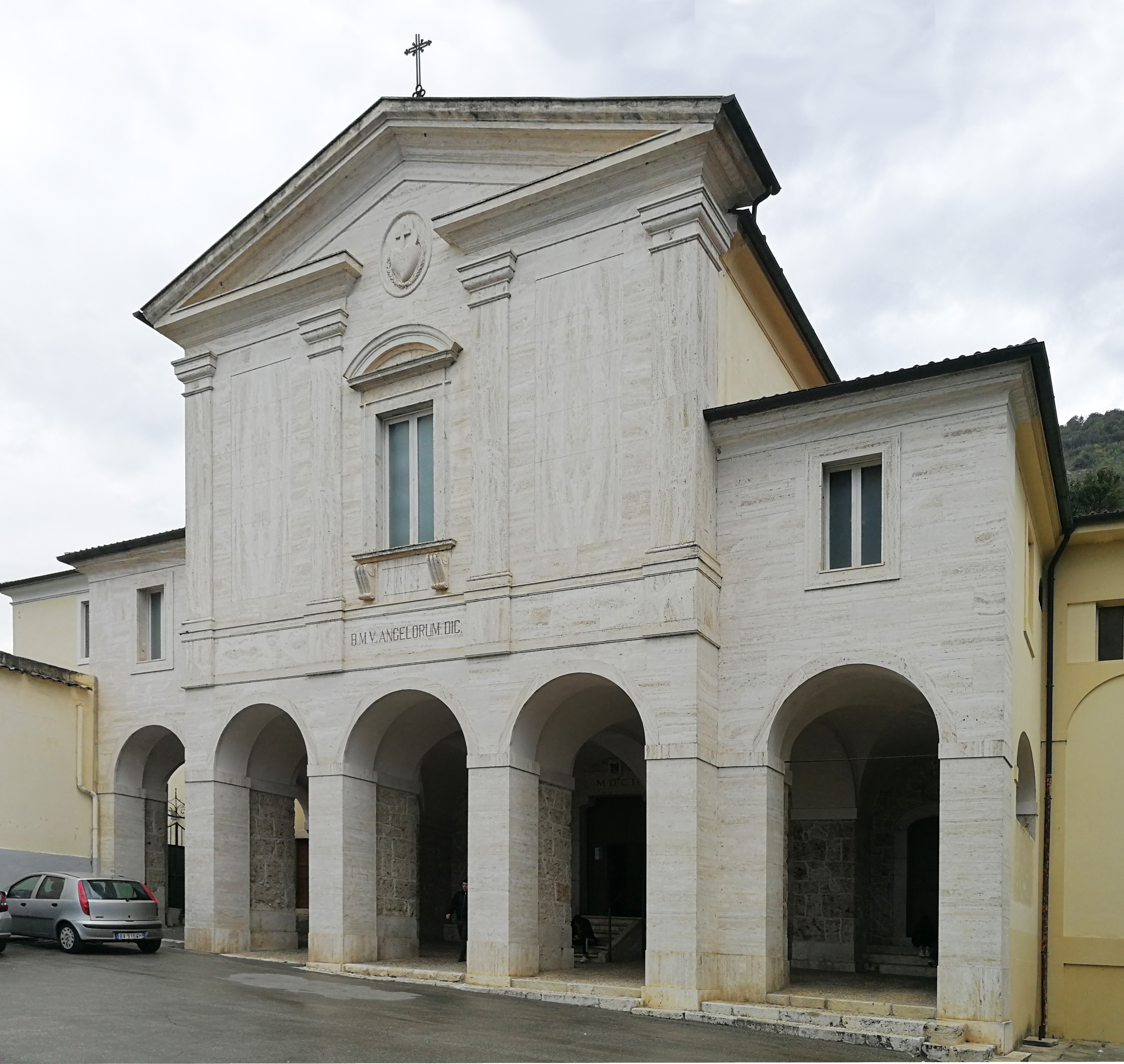
Chiesa di Santa Maria degli Angeli

Appena fuori dal centro abitato, superato il borgo San Rocco, sulle pendici del monte Sant'Angelo ed in posizione rialzata, è posto il convento dei padri Passionisti nel quale si trova la chiesa di Santa Maria degli Angeli. La costruzione dell'intero impianto fu iniziata alla fine del 1500 e all'inizio del 1600 per volontà del Cardinale Cesare Baronio di Sora. La chiesa ospita un dipinto del 1600 in cui è rappresentato ai piedi della Vergine la città turrita di Sora così come si presentava a quel tempo.

#### Chiesa di Valfrancesca
A circa un km e mezzo dal centro, sull'omonima strada che collega Sora a Balsorano e che si trova nella parte nord della cittadina, sorge la chiesa di Valfrancesca, eretta nel 1679 per opera dei Padri Gesuiti.
L'antica chiesa era ovale, quasi rotonda, ed era rivolta verso oriente, cioè verso il fiume Liri. L'interno, in stile Barocco, ospitava l'altare maggiore e due altari laterali dedicati all'Immacolata Concezione e a San Nicola di Bari.
Il terremoto del 1915 la distrusse completamente ed il tempio fu ricostruito, non lontano dal vecchio sito, ed inaugurato nel 1932. Sull'altare maggiore ancora oggi si venera l'antica immagine della Madonna, sicuramente databile ad inizio seicento. Per ciò che concerne la statua della Madonna "Grande", una possibile datazione la ritroviamo sul retro del suo capo: 1680, autore Filippo Regoli.
Risultano ormai distrutti dagli eventi tellurici del 13 gennaio 1915 i due monasteri urbani delle Clarisse di Santa Chiara (odierna Villa Comunale) e quello dei padri Celestini (odierno largo Via Caio Sorano).

### Architetture militari

#### Castello dei Santi Casto e Cassio
Collocato sulla vetta piramidale naturale del Monte San Casto che domina la città, il Castello è posizionato a 500 metri di altezza ed è facilmente raggiungibile da vari percorsi tutti pedonali partendo dal centro storico di “Canceglie”, quartiere antico della Città, oppure salendo da piazza Santa Restituta.
Dell'antico castello dei Volsci, situato in posizione strategica, facilmente difendibile e difficilmente attaccabile, quasi al confine tra la Marsica ed il Lazio, si conservano le massicce mura perimetrali ed alcuni torrioni romani e medievali oltre a molti ruderi accatastati dopo la Rivoluzione Napoletana del 1799.
Dapprima dominio volsco, poi romano, longobardo, papale, borbonico, durante il periodo ducale vide le schiere armate dei Cantelmi, dei Della Rovere e dei Boncompagni contro i conquistatori stranieri.

## Società

### Evoluzione demografica
Abitanti censiti

### Etnie e minoranze straniere
Al 1 gennaio 2022 la popolazione straniera residente è di 993 persone, rappresentante il 4% della popolazione residente in Sora. Le nazionalità maggiormente rappresentate sono:
- Romania 197 (19,8%)
- Pakistan 108 (10,9%)
- Marocco 107 (10,8%)
- Repubblica Popolare Cinese 66 (6,6%)

### Lingue e dialetti
(Luigi Conocchia, "Frunne de cerqua", Tip. Fraioli, Arpino, 1896)
Il dialetto di Sora è un dialetto del gruppo meridionale intermedio che, pur avendo molte caratteristiche che lo accomunano ai dialetti mediani e in particolare ai dialetti laziali centro-settentrionali, è comunque vicino ai dialetti campani; è reso celebre nel panorama della linguistica contemporanea grazie all'opera di Clemente Merlo, glottologo che dopo aver soggiornato più volte nella città ospite di Vincenzo Simoncelli, scrisse opere di linguistica fondamentali proprio attorno al dialetto sorano. Manifestazioni per lo più di carattere folklorico e quasi goliardico sono le poesie di Riccardo Gulia.
'agli' 'a osannà' pur'ì' alle Fiamme Gialle....»
(Riccardo Gulia, Pagine d'Amore, in Vita Sorana Maggio Giugno 1976, tip. Pasquarelli - Sora)
Nell'ottobre del 2008 è stato pubblicato, a cura dell'Assessorato alla cultura della Città di Sora, un "Vocabolario della lingua sorana" (Autori: Gino Catenacci, Antonio Cinti, Ernani Di Vito, Loreto Petrozzi) per i tipi delle "Arti grafiche Pasquarelli".
Nel gennaio del 2010 è stato pubblicato, a cura dell'Assessorato alla cultura della Città di Sora, una raccolta di proverbi in sorano ("Proverbi in lingua sorana" - "Chi nen sa è comme a chi nen ce uéde" - a cura di Gino Catenacci, Loreto Petrozzi) per i tipi della "Tipografia Antonio Corsi - SORA".
Nel gennaio del 2016 è stata pubblicata la "Grammatica della lingua sorana" (Autori: Gino Catenacci, Piero Conte, Loreto Petrozzi) per i tipi del "Centro Editoriale Valtortiano - Isola del Liri (FR)".

### Religione
La maggior parte della popolazione professa la religione cattolica, ma non mancano aderenti ad altri credi o religioni.
In modo particolare sono presenti fedeli della Chiesa Cristiana Evangelica: A.D.I., dell'Associazione Testimoni di Geova e dell'Islam.
Sora è sede Vescovile (diocesi di Sora, Cassino, Aquino e Pontecorvo).
Fin dai primi secoli del cristianesimo fu sede di diocesi ed in epoca longobarda divenne capoluogo di gastaldato facente parte del ducato di Benevento.

Il primo documento ufficiale che attesta Sora come diocesi costituita risale al 496 ma testimonianze storiche confermano una stabile presenza apostolica nella città già a partire dagli ultimi anni del II secolo.

### Tradizioni e folclore
- 17 gennaio "Sant'Antonio Abate", festeggiamenti nella chiesa posta alla base del colle S. Casto e Cassio. Nell'occasione per i più piccini c'è la tradizionale vendita dei "sciùscie'".
- 27 gennaio "San Giuliano di Sora".
- 31 gennaio "San Ciro" festeggiamenti nel quartiere cittadino che prende il nome dal Santo medico e martire.
- 15 febbraio "Mezza Maratona dei Volsci", più di una semplice gara podistica che vede la partecipazione di atleti di caratura nazionale ed internazionale, la Mezza Maratona dei Volsci è divenuta una vera occasione di promozione turistica per l'intero territorio. Il percorso si sviluppa lungo la Valle di Comino con la partenza posta nel centro di Alvito ed un arrivo situato nel centro storico della città di Attilio Regolo.
- Martedì Grasso "Carnevale del Liri", celebre e storica sfilata di carri, che richiama migliaia di turisti da tutto il centro Italia.
- 5 aprile "San Vincenzo Ferreri".
- Giovedì santo "il tamburo", nella notte in cui il Cristo fu tradito una storica processione notturna e di enorme effetto si svolge per le strade del centro cittadino al suono ritmato ed inquietante del tamburo.
- Venerdì santo importante per l'intera città e molto toccante è la processione del venerdì Santo quando vengono portate a spalla la statua della Madonna Addolorata e del Cristo morto conservate durante l'anno nella chiesa di Santo Spirito, collocata nel centro cittadino.
- 27 maggio "santa Restituta Martire", festeggiamenti per la santa patrona della Città di Sora.
- 29 maggio "Corpus Domini", storica infiorata per alcune delle principali vie del centro storico, con l'esposizione dei gonfaloni.
- 23 giugno "Faóne 'e San Giua'nne", nella notte di San Giovanni un enorme e spettacolare fuoco viene acceso sul fiume Liri in pieno centro cittadino con fiamme che superano i 10 metri di altezza.

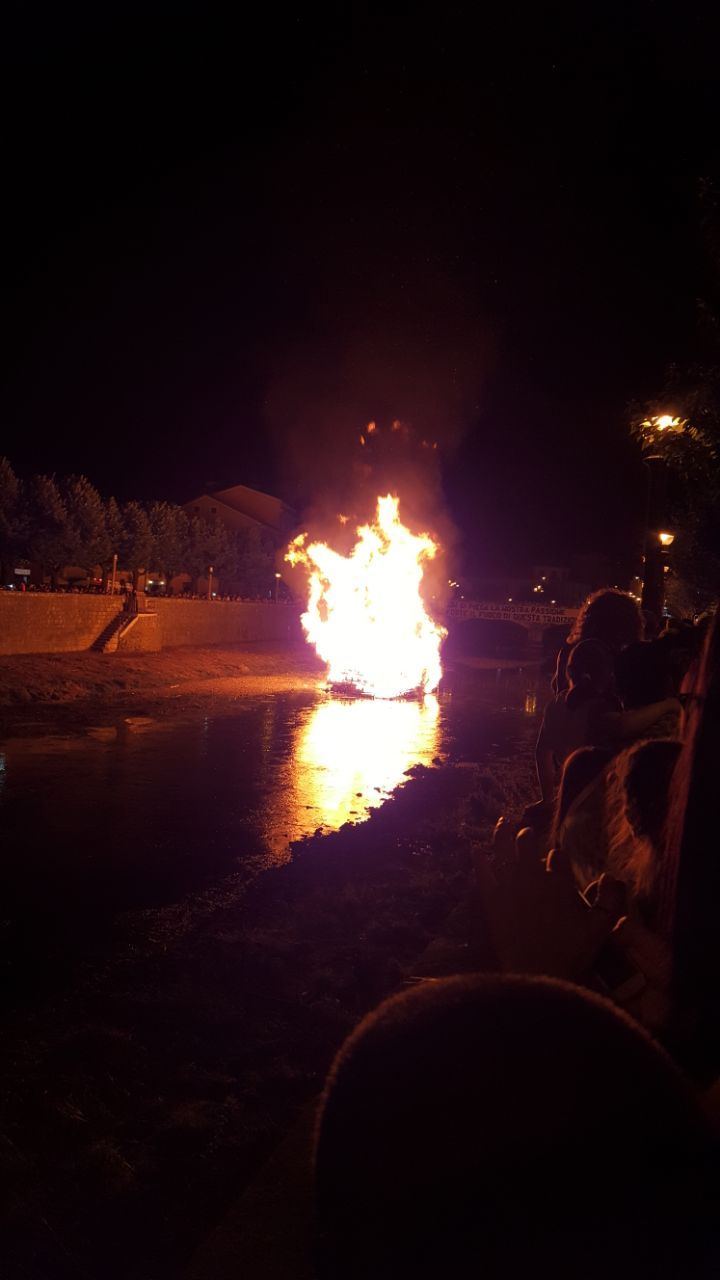
Faóne 'e San Giua'nne (Falò di San Giovanni)

- 24 giugno "San Giovanni Battista".
- 14 agosto "la macchina dell'Assunta", circa 60 facchini portano in processione "la macchina dell'Assunta" sulla quale ad un'altezza di 16 metri è posizionata la statua di Maria Assunta, a cui è dedicata la cattedrale.
- 16 agosto "Processione di San Rocco", conta migliaia di seguaci provenienti da tutto il mondo per le festività di ferragosto, nella quale si porta a spalla per le vie della città la statua del santo con il cane.
- 16 agosto "la Canicola", storica gara podistica della città giunta nel 2011 alla 40ª edizione.
- 22 agosto "San Domenico Abate".
- 8 dicembre-6 gennaio "Natale a Sora", esposizione di oltre cento presepi nel centro storico, ambientati e ricollocati nelle antiche botteghe artigiane riaperte per l'occasione ai turisti.

Una competizione storica, la Canicola
La Canicola si svolge ogni anno a Sora il giorno dopo ferragosto.
Una maratonina con centinaia di partecipanti, a carattere amatoriale, di circa undici chilometri, che si svolge nel tardo pomeriggio, e che partendo da Via Cittadella attraversa il corso Volsci, percorre il Lungoliri Simoncelli, poi Via Napoli, Viale San Domenico, Via Barca San Domenico, Via Romana Selva, Via Matteotti, Vicolo Branca fino a tornare nel centro storico all'altezza di Vicolo Celli, dove gli atleti partecipanti subito dopo l'arrivo trovano un punto di ristoro.

## Cultura

### Istruzione

#### Scuole
Nella località sono presenti istituzioni prescolastiche, scolastiche di primo grado e di secondo grado, inferiore e superiore, pubbliche e private.
Nel Comune sono presenti le seguenti scuole secondarie di 2º grado:
- Liceo classico “Vincenzo Simoncelli”
- Liceo scientifico “Leonardo da Vinci”
- Liceo artistico “Antonio Valente”
- Liceo linguistico e delle scienze umane “Vincenzo Gioberti”
- Istituto tecnico commerciale e per geometri “Cesare Baronio”
- Istituto tecnico aziendale statale "Guido Brocca"
- Istituto professionale “Luigi Einaudi”
- Istituto professionale di stato per i servizi alberghieri e della ristorazione “Giustiniano Nicolucci”
- IISS Nicolucci Reggio (Sez. Biologico/Marketing)
- Istituto Tecnico Commerciale - Paritario - “Benedetto Croce”

Nel XVIII secolo fu attivo a Sora per circa trent'anni il Real Collegio Tuziano.

#### Università
La città di Sora ospita sedi distaccate dell'Università di Roma La Sapienza e dell'Università degli Studi di Roma Tor Vergata.

#### Musei
Il Museo della media valle del Liri è uno dei musei civici archeologici del Lazio.
Il museo fu aperto il 20 aprile 2005. È stato istituito per raccogliere i reperti archeologici raccolti negli scavi di Sora e di altre località della Valle del Liri.

### Media

#### Radio
- Nuova Rete
- Radio Sora Sorella Radio
- My Radio
- Radio So.Ra.
- Radio Fantastica
- Radio Dolcissima
- Wiki Radio[senza fonte]

### Cinema-Teatro
Negli anni '60 del XX secolo, prima del progresso televisivo e del moltiplicarsi dei canali di trasmissione, a Sora vi erano quattro cinema che sono andati a scomparire progressivamente nel corso di qualche decennio, prevalentemente a causa del diffondersi dell'offerta cinematografica fruibile direttamente da casa. Essi erano: il cinema-teatro Capitol, il Supercinema, il Cinema Corso ed il Cinema Liri chiamato anche "Pidocchietto" per le sue ridotte dimensioni. Il Capitol era il più moderno e capiente tra di essi, dotato di una vasta platea ed un'ampia galleria, con 1200 posti a sedere. Questa struttura, oltre che sala cinematografica, era spesso utilizzata per concerti, spettacoli teatrali, convegni e conferenze. La demolizione dell'immobile ha consentito l'ampliamento della piazza Mayer Ross, la realizzazione di un auditorium di ridotta capienza, una migliore fruibilità della collina retrostante e della facciata settecentesca dell'edificio che ospita il Museo Civico della Media Valle del Liri, sebbene attualmente la città non si sia più dotata di un edificio destinato allo stesso uso.

### Cucina

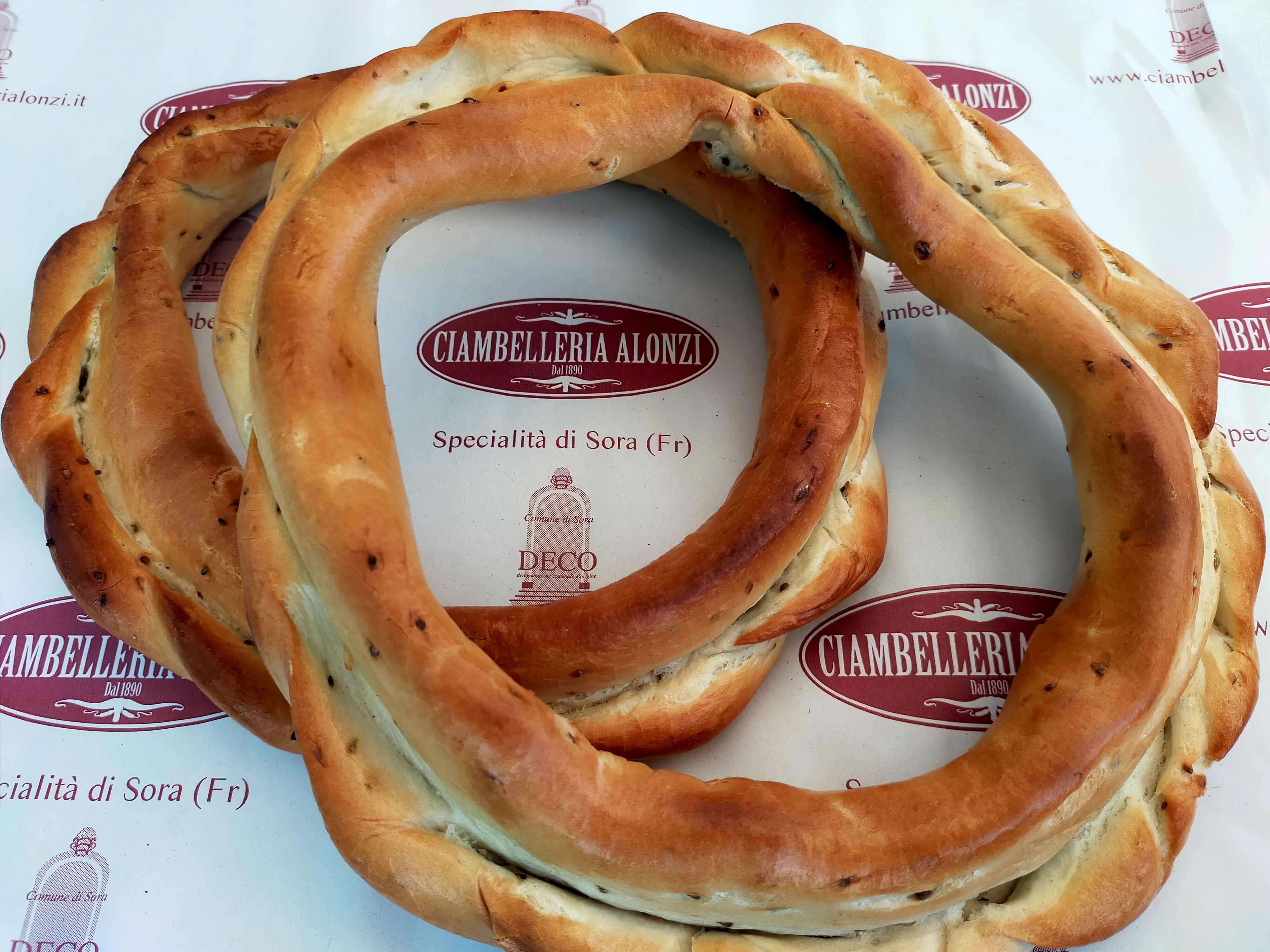
Le ciambelle sorane

Dal punto di vista gastronomico tra i prodotti tipici ricordiamo la ciambella sorana ("ciammella" in dialetto, pane bollito, salato, aromatizzato all'anice e rinfornato), le ciambelline al vino, la "cicerchiata" (dolce di carnevale), la pigna (dolce di pasqua), i "ciecamarini" (dolci di carnevale, detti anche "struffoli" o "castagnole" in altre zone), e le "nnocche" (dolce di carnevale tipico anche di altre zone con altri nomi, ad esempio "chiacchiere" o "frappe"), i mostaccioli (dolce natalizio costituito da piccoli rombi di cioccolato ripieni di marmellata, frutta secca, pasta per biscotti e altro secondo le ricette) e i "susamelli" ("seseméje" in dialetto, biscotti natalizi impastati con miele e mandorle).

### Eventi

#### Biennale d'Arte Sacra
A partire dal 1965 fino al 1974, la città di Sora ha ospitato quattro edizioni della Biennale di arte sacra di pittura e scultura, organizzata dalla curia vescovile con il patrocinio della diocesi di Sora-Aquino-Pontecorvo, richiamando un cospicuo numero di artisti espositori dall'Italia e dall'estero.
Mons. Biagio Musto, vescovo diocesano, fu promotore dell'evento su iniziativa e proposta del pittore e gallerista Michele Rosa che oltre all'ideazione si fece carico dell’organizzazione curando le prime tre edizioni; mons. Ettore Degni (Canonico del Capitolo della Cattedrale) fu il tesoriere e coordinatore dei rapporti con la Giunta Interdiocesana, mentre il prof. Claudio Basile (presidente della locale sezione di A.C.I.) fu l’addetto contabile.
La rassegna riscosse crescente successo nel corso degli anni fino a raggiungere la partecipazione di pittori e scultori che provenivano da tutte le regioni italiane e da molteplici paesi stranieri per un numero complessivo che superava, nelle prime tre edizioni, le 600 untità.
La prima edizione, cui parteciparono 119 artisti, si tenne dal 3 al 21 febbraio 1965 nei saloni del Seminario presso la Curia Vescovile di Sora sotto forma di Mostra Nazionale d'Arte Sacra, visitata anche da delegazioni straniere come attestato da rubriche di settore in riferimento, appunto, a quella mostra: " ...un gruppo così folto di artisti giapponesi non si era ancor visto fuori della Biennale di Venezia e delle manifestazioni di arte contemporanea...".
Successivamente, alla luce dei lusinghieri risultati organizzativi e di pubblico, in occasione della seconda edizione che si tenne nel 1967, fu annunciato ufficialmente la nascita della Biennale. Questa edizione fu caratterizzata dalla presenza di 191 tra pittori e scultori.
La prevista terza edizione del 1969 non ebbe luogo per motivi organizzativi, ma si svolse nel 1971 dal 20 maggio al 10 giugno. In quella edizione, avendo nel frattempo l'evento consolidato il proprio prestigio, fu raggiunto l’apice dei partecipanti con 306 presenze. In quella circostanza, per motivi di capienza si preferì trasferire l’esposizione presso l’ampio e allora moderno auditorium/palestra del monastero dei Padri Camilliani di Sora. Nonostante gli aumentati spazi a disposizione, gli organizzatori furono costretti a scartare le numerose candidature spontanee pervenute.
Nel corso delle molteplici manifestazioni, tra i tanti artisti-espositori avvicendatisi, furono presenti: Saverio Arò, Ferdinando Bellorini, Leonida Beltrame, Sergio Benvenuti, Novella Parigini, Mile Skaraci'c, Joseph Franz Strachota, Gabriele Jagnocco, Iakov Pavic, Nik Spatari, Secondo Raggi Karuz i cui affreschi decorano le pareti del presbiterio della chiesa di Santa Restituta. Cospicua fu anche la presenza di pittori internazionali dalla Austria, Cecoslovacchia, Francia, Grecia, India, Jugoslavia, Svizzera, USA.
Per il sopraggiungere di una grave malattia che interruppe l’attività dell’ideatore-fondatore Michele Rosa e per la morte del vescovo Musto (1971), al quale subentrò mons. Carlo Minchiatti, la quarta e ultima edizione - stavolta organizzata dalla Presidenza interdiocesana dell'A.C.I. e dalla Commissione interdiocesana di Arte Sacra nella persona di don Ettore Degni - subì il ritardo di un anno (1974 anziché il previsto 1973) ed un ridimensionamento del numero degli artisti che rispose all’invito.
La prestigiosa rassegna, ormai sotto tono per l’esperienza della edizione del 1974, si spense per non essere più riproposta.

## Economia
Di seguito la tabella storica elaborata dall'Istat a tema Unità locali, intesa come numero di imprese attive, ed addetti, intesi come numero di addetti delle imprese locali attive (valori medi annui).
|           | 2015                  |                              |                            |                |                       |                     | 2014                  |                | 2013                  |                |
| --------- | --------------------- | ---------------------------- | -------------------------- | -------------- | --------------------- | ------------------- | --------------------- | -------------- | --------------------- | -------------- |
|           | Numero imprese attive | % Provinciale Imprese attive | % Regionale Imprese attive | Numero addetti | % Provinciale Addetti | % Regionale Addetti | Numero imprese attive | Numero addetti | Numero imprese attive | Numero addetti |
| Sora      | 2.337                 | 6,95%                        | 0,51%                      | 6.403          | 6,01%                 | 0,42%               | 2.374                 | 6.434          | 2.431                 | 6.647          |
| Frosinone | 33.605                |                              | 7,38%                      | 106.578        |                       | 6,92%               | 34.015                | 107.546        | 35.081                | 111.529        |
| Lazio     | 455.591               |                              |                            | 1.539.359      |                       |                     | 457.686               | 1.510.459      | 464.094               | 1.525.471      |

Nel 2015 le 2.337 imprese operanti nel territorio comunale, che rappresentavano il 6,95% del totale provinciale (33.605 imprese attive), hanno occupato 6.403 addetti, il 6,01% del dato provinciale; in media, ogni impresa nel 2015 ha occupato poco meno di tre addetti (2,74).

### Industrie
Nella parte periferica si sono sviluppate due distinte zone industriali, Schito e Collemarchitto, che ospitano industrie di diverso tipo (tra le altre si ricordano: cartiere, mobilifici, industrie tessili e agro-alimentari, pastifici, liquorifici, industrie di produzione di materassi, industrie della lavorazione del marmo e del ferro) che favoriscono l'occupazione e l'incremento dell'economia del territorio sorano.
La presenza di corsi d'acqua quali il Liri ed il Fibreno, garantiscono alle cartiere presenti sul territorio la maggior parte dell'energia necessaria alla produzione della carta che attualmente viene realizzata con impianti Turbogas. Diverse critiche sono state mosse dai cittadini per l'inquinamento causato da questa industria, che ha portato ad una denuncia per emissioni sopra la norma e carte falsificate. La vicenda è terminata con quattro assoluzioni e con l'installazione di nuovi moderni filtri per i camini di scarico

### Il Distretto del tessile
Con la L.R. 36/2001 si è provveduto ad identificare i distretti industriali: è così nato il Distretto Tessile della Valle del Liri.

### L'artigianato
- Ogni seconda domenica del mese si tiene in Corso Volsci la fiera mercato del mobile usato e dell'antiquariato, che riunisce artigiani del luogo, collezionisti, antiquari e mobilieri.

Tra le attività più tradizionali e rinomate vi sono la lavorazione e l'arte del ferro, del rame e del legno, finalizzata, quest'ultima, sia al settore dell'arredamento, e in particolar modo alla produzione di sedie con caratteristiche campagnole, sia all'intaglio.

### Agricoltura
Centro agricolo-commerciale, favorita da un clima costantemente mite, nella parte pianeggiante del suo territorio, in particolare a ridosso del fiume Liri, ma anche nella periferia circostante, raggiunta ormai dalla capillare rete di irrigazione, si possono osservare coltivazioni sia di tipo intensivo che estensivo (cereali, frutta, olio, vino, ortaggi; bestiame).
Molto fiorente è l'attività legata alla coltivazione e vendita di fiori da giardino, di piante da frutto e non.

### Il polo fieristico di Sora
- Dal 22 settembre al 1º ottobre Sora ospita la famosa fiera campionaria, con l'allestimento degli stands nei quali è possibile l'acquisto di qualsiasi oggetto, che puntualmente è visitata da svariate migliaia di persone ogni anno.[senza fonte]
- Dal 27 aprile al 6 maggio viene allestita la Sorarreda, fiera dell'arredamento, dell'abbigliamento e dei corredi matrimoniali, durante la quale si organizzano anche sfilate di moda e manifestazioni promozionali dell'industria tessile locale con la partecipazione di visitatori che giungono da ogni parte d'Italia.[senza fonte]

## Infrastrutture e trasporti

### Strade
La città di Sora è facilmente raggiungibile essendo posta al centro di un crocevia strategico di strade statali dirette: la Ferentino-Frosinone-Sora, la Cassino-Sora e l'Avezzano-Sora, che la collegano con le principali arterie autostradali nazionali: l'autostrada A1 e l'autostrada A25.

### Ferrovie
- La Ferrovia Avezzano-Roccasecca, rappresenta parte integrante della storia cittadina. Fu salvata negli anni '80 dalla soppressione grazie al bilancio positivo indotto dal pendolarismo scolastico tra Sora e i comuni limitrofi. Attraversa il comune di Sora e vi espleta servizio attraverso due stazioni:
  - Stazione di Sora, lo scalo principale della città
  - Stazione di Compre-San Vincenzo, che serve la parte settentrionale del comune.

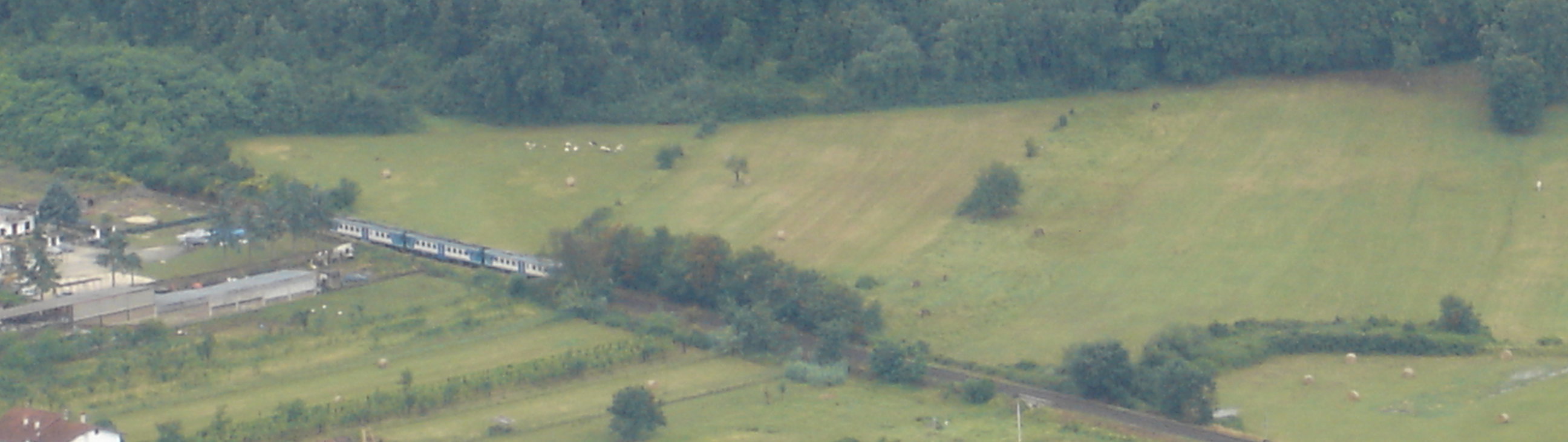
Ferrovia Avezzano-Roccasecca

## Amministrazione
Nel 1927, a seguito del riordino delle circoscrizioni provinciali stabilito dal regio decreto n. 1 del 2 gennaio 1927, per volontà del governo fascista, quando venne istituita la provincia di Frosinone, Sora passò dalla provincia di Caserta a quella di Frosinone.
| Periodo | Periodo   | Primo cittadino    | Partito                                    | Carica  | Note   |
| ------- | --------- | ------------------ | ------------------------------------------ | ------- | ------ |
| 1994    | 1996      | Enzo Di Stefano    | Centro Cristiano Democratico               | Sindaco |        |
| 1996    | 2000      | Enzo Di Stefano    | Centro Cristiano Democratico               | Sindaco |        |
| 2001    | 2006      | Francesco Ganino   | Democrazia Europea                         | Sindaco | [ 34 ] |
| 2006    | 2011      | Cesidio Casinelli  | La Margherita Partito Democratico          | Sindaco |        |
| 2011    | 2016      | Ernesto Tersigni   | Il Popolo della Libertà Nuovo Centrodestra | Sindaco |        |
| 2016    | 2021      | Roberto De Donatis | Liste civiche di centrosinistra            | Sindaco |        |
| 2021    | in carica | Luca Di Stefano    | Liste civiche di centro                    | Sindaco | [ 35 ] |

### Gemellaggi

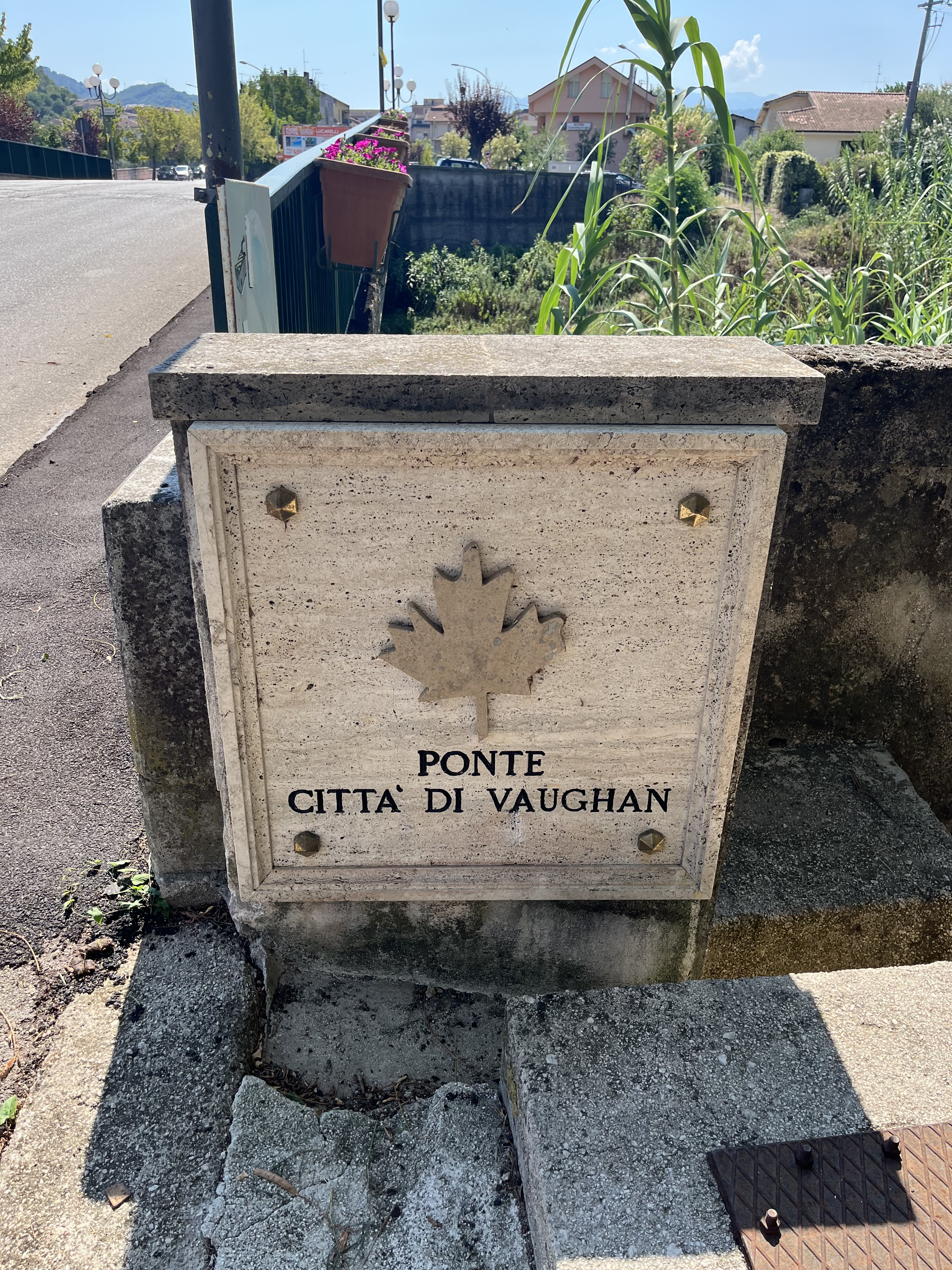
Il ponte di Sora prende il nome dalla città gemella Vaughan

- Vaughan
- Athis-Mons

### Altre informazioni amministrative
- Fa parte della comunità montana Valle del Liri.

Consorzio di bonifica Conca di Sora
A Sora ha sede il consorzio di bonifica Conca di Sora, un consorzio di bonifica che opera in un'area della provincia di Frosinone comprendente parte della media Valle del Liri e della valle del Cosa.

## Sport

### Atletica leggera
- ASD Atletica Sora.[36]

### futsal
"Città di Sora C5", che nel campionato 2024-2025 milita in Serie C1.

### Bocce
L’Associazione Bocciofila “Primavera” (fondata nel 1976) rappresenta la città di Sora.

### Calcio

Una formazione del nella stagione 1974-1975

- Sora Calcio 1907 che, nel campionato 2025-2026 milita nel campionato maschile italiano di Serie D[37].
- A.S.D. Vis Sora 07 che, nel campionato 2025-2026, milita nel campionato maschile italiano di Seconda Categoria.
- Femminile Sora Calcio.

Futsal
• A.S.D Città di Sora 2002, che nel campionato 2025-2026 milita in Serie C1 di calcio a 5.

### Ciclismo
Il 21 maggio 1990 Sora fu traguardo della quarta tappa (seconda frazione) del Giro d'Italia, la Nola-Sora di 164 km vinta dall'australiano Phil Anderson, e l'indomani sede di partenza della quinta tappa, la Sora-Teramo di 233 km poi vinta da Fabrizio Convalle.
A Sora si svolgono annualmente due prove per ciclisti della categoria Juniores (17 e 18 anni di età), il Trofeo Ianniauto e La Ciociarissima, riunite nella "Due Giorni Sorana" organizzata dell'AS Ciclisti Sorani.. La Ciociarissima è, delle due, la prova più antica e prestigiosa: si svolge dal 1988, e fino al 2014 è stata riservata alla categoria dilettanti prima, ed Elite/Under-23 poi (nel 2014 è stata valida anche come prova tricolore Under-23). Nel 2015 è stata aperta ad Allievi ed Esordienti, mentre dal 2017 (trentesima edizione) è gara Juniores.

### Nuoto
La SSD Sportfly Nuoto Sora (nata nel 1969 con la vecchia denominazione Circolo Tennis Sora) rappresenta la città ed il suo comprensorio a livello provinciale, regionale e nazionale, grazie al suo settore agonistico giovanile.

### Pallacanestro
- Pallacanestro che nel 2019-2020 milita nel campionato maschile di Serie D.[41]
- La società Pianeta Basket Sora, nata nel 2000, ha sia una squadra femminile che una maschile, militante in serie C nazionale.

### Pallavolo
- Globo Banca Popolare del Frusinate Sora che nel 2019-2020 milita nel campionato maschile di Superlega 2019-2020.[42]
- Olimpia Volley Sora che lavora principalmente sul settore giovanile, femminile e maschile, e sul minivolley.

### Rugby
- Il Volsci Rugby Sora è una squadra storica di Rugby che ha avuto attività agonistica in Serie C gironi Lazio, Abruzzo, Campania dal 2008 al 2015 vincendo il Campionato 2010/2011 con una sola sconfitta e 19 vittorie.

### Tennis
È presente un circolo affiliato alla Federazione Italiana Tennis: ASD Match Point.

### Scherma
- ASD Scherma Sora

### Impianti sportivi
- Stadio Claudio Tomei